# Anne Wellesley
Lady Charles Bentinck (1788 – 19 mars 1875), née Anne Wellesley, et connue entre 1806 et 1816 sous le nom de Lady Abdy, est une aristocrate britannique et l'arrière-arrière-grand-mère d'Élisabeth II du Royaume-Uni.

## Famille
Anne est la fille de Richard Wellesley, gouverneur général des Indes, et de l'actrice française Hyacinthe-Gabrielle Roland.
Elle épouse en premières noces William Abdy dont elle n'a pas d'enfant.
En secondes noces, elle épouse Charles Bentinck. Ils ont :
- Anne Cavendish-Bentinck (1er septembre 1816 – 7 juin 1888) ;
- Emily Cavendish-Bentinck (morte le 6 juin 1850) ;
- Charles Cavendish-Bentinck (8 novembre 1817 – 17 août 1865), arrière-grand-père d'Élisabeth II ;
- Arthur Cavendish-Bentinck (10 mai 1819 – 11 décembre 1877).